# E. Wallace Chadwick

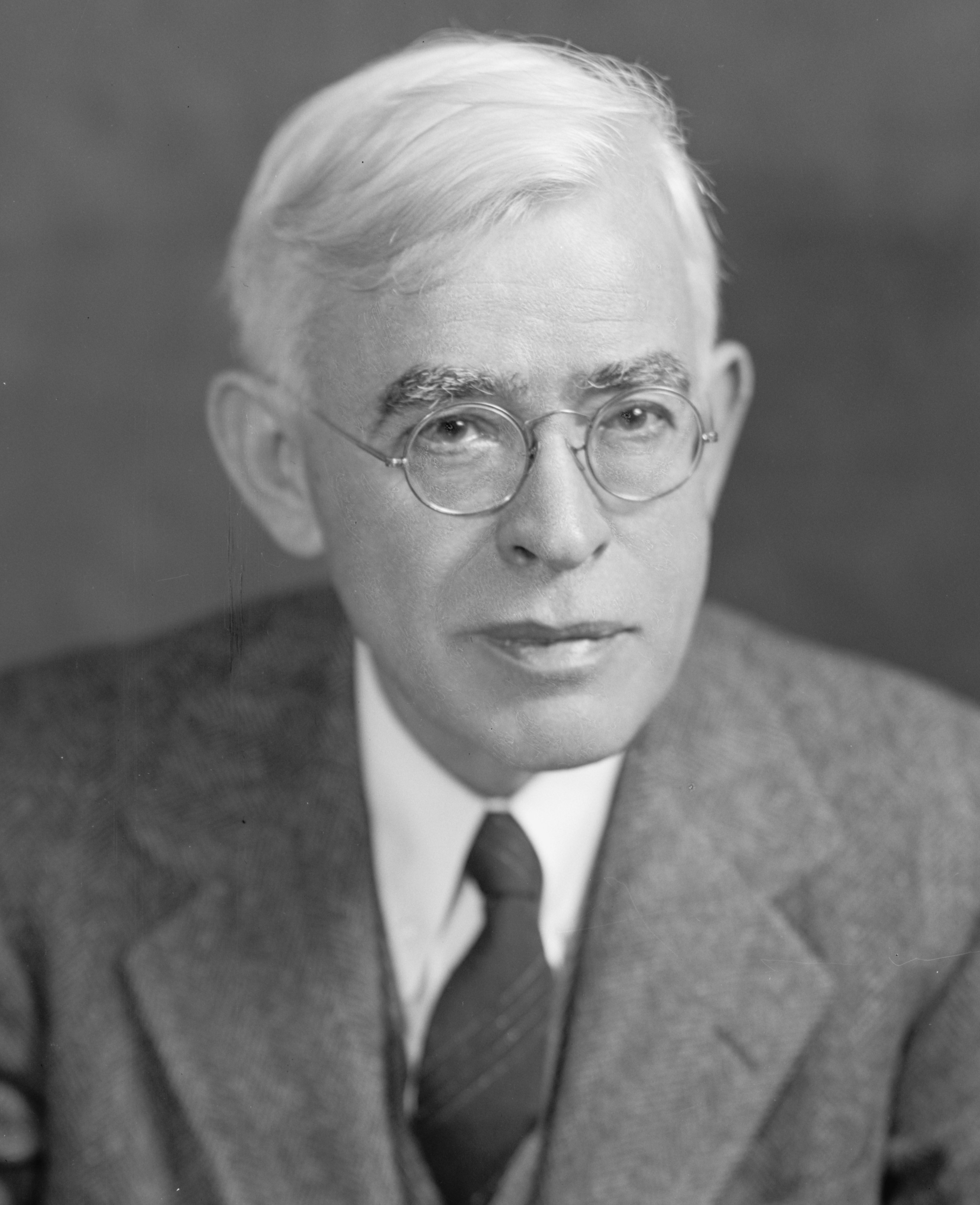
Edward Wallace Chadwick (1905)

Edward Wallace Chadwick (* 17. Januar 1884 in Vincennes, Indiana; † 18. August 1969 in Chester, Pennsylvania) war ein US-amerikanischer Politiker. Zwischen 1947 und 1949 vertrat er den Bundesstaat Pennsylvania im US-Repräsentantenhaus.

## Werdegang
Im Jahr 1890 kam Wallace Chadwick mit seinen Eltern nach Chester in Pennsylvania. Er besuchte die dortige High School und studierte danach bis 1906 an der University of Pennsylvania. Nach einem anschließenden Jurastudium an derselben Universität und seiner 1910 erfolgten Zulassung als Rechtsanwalt begann er in Chester in diesem Beruf zu arbeiten. Außerdem engagierte er sich im Bankgewerbe. Im Jahr 1945 wurde er Vorsitzender Richter am Vormundschaftsgericht im Delaware County. Politisch war er Mitglied der Republikanischen Partei.
Bei den Kongresswahlen des Jahres 1946 wurde Chadwick im siebten Wahlbezirk von Pennsylvania in das US-Repräsentantenhaus in Washington, D.C. gewählt, wo er am 3. Januar 1947 die Nachfolge von James Wolfenden antrat. Da er im Jahr 1948 von seiner Partei nicht mehr zur Wiederwahl nominiert wurde, konnte er bis zum 3. Januar 1949 nur eine Legislaturperiode im Kongress absolvieren. Diese war von den Ereignissen des beginnenden Kalten Krieges geprägt.
Nach dem Ende seiner Zeit im US-Repräsentantenhaus praktizierte Wallace Chadwick wieder als Anwalt. Im Jahr 1954 war er leitender Berater eines Ausschusses des US-Senats, der Zensurvorwürfe gegen Senator Joseph McCarthy untersuchte. Er starb am 18. August 1969 in Chester.